# Elżbieta Mycielska-Dowgiałło
Elżbieta Wanda Mycielska-Dowgiałło (ur. 7 stycznia 1932 w Dojazdowie k. Krakowa) – profesor doktor habilitowany geografii UW, rektor Collegium Verum (dawniej: Szkoły Wyższej Przymierza Rodzin).

## Życiorys
Córka profesora prawa Andrzeja Mycielskiego oraz siostra profesorów Andrzeja i Jerzego. Prowadzi badania z zakresu geografii i geologii w Polsce i Afryce Północnej. 

## Wybrane publikacje
- Rozwój doliny środkowej Wisły w holocenie w świetle badań z okolic Tarnobrzega w: Przegląd Geograficzny 1/1972, s. 73-83[2]
- Uwagi o deglacjacji zachodniej części Gór Świętokrzyskich (w okolicach Chęcin) w: Przegląd Geograficzny 4/1972, s. 649-672[2]
- Rozwój rzeźby fluwialnej północnej części Kotliny Sandomierskiej w świetle badań sedymentologicznych, Warszawa: 1978
- Wstęp do sedymentologii (dla geografów), Kielce: 1980
- Geneza osadów i gleb w świetle badań w mikroskopie elektronowym, Warszawa: 1988
- Badania sedymentologiczne osadów czwartorzędowych, Komisja Litologii i Genezy Osadów Czwartorzędowych Komitetu Badań Czwartorzędu PAN, Wydział Geografii i Studiów Regionalnych Uniwersytetu Warszawskiego, Warszawa: 1992
- Badania osadów czwartorzędowych,Wydział Geografii i Studiów Regionalnych Uniwersytetu Warszawskiego, Państwowy Instytut Geologiczny, Komisja Litologii i Genezy Osadów Czwartorzędowych Komitetu Badań Czwartorzędu PAN, Warszawa: 1995
- Struktury sedymentacyjne i postsedymentacyjne w osadach czwartorzędowych i ich wartość interpretacyjna, Wydział Geografii i Studiów Regionalnych Uniwersytetu Warszawskiego, Warszawa: 1998
- Geomorfologia dynamiczna z elementami stosowanej, Wydział Geografii i Studiów Regionalnych. Międzywydziałowe Studia Ochrony Środowiska Uniwersytetu Warszawskiego, Warszawa: 1999
- Eolizacja osadów jako wskaźnik stratygraficzny czwartorzędu, Pracownia Sedymentologiczna. Wydział Geografii i Studiów Regionalnych. Uniwersytet Warszawski, Warszawa: 2001
- Badania cech teksturalnych osadów czwartorzędowych i wybrane metody oznaczania ich wieku', Warszawa: 2007
- Ci, o których powinniśmy pamiętać. Fascynujące życiorysy Polaków rozsianych po świecie., Warszawa: 2010-2011
- Odpowiedzi na trudne pytania dzisiejszego świata, Warszawa: 2006-2011